# Kevon Looney
Kevon Grant Looney (ur. 6 lutego 1996 w Milwaukee) – amerykański koszykarz, występujący na pozycji skrzydłowego, trzykrotny mistrz NBA, aktualnie zawodnik Golden State Warriors.
W 2014 wystąpił w meczu gwiazd amerykańskich szkół średnich - McDonald’s All-American.

## Osiągnięcia
Stan na 17 czerwca 2022, na podstawie, o ile nie zaznaczono inaczej.
NCAA
- Uczestnik rozgrywek Sweet Sixteen turnieju NCAA (2015)
- Zaliczony do:
  - I składu najlepszych zawodników pierwszorocznych Pac-12 (2015)
  - II składu Pac-12 (2015)

NBA
- Mistrz NBA (2017, 2018, 2022[3])
- Wicemistrz NBA (2019)